# Jack McMillan
Jack McMillan (Belfast, 14 de enero de 2000) es un deportista británico que compite en natación, especialista en el estilo libre. Hasta 2022 representaba internacionalmente a Irlanda.
Ganó una medalla de oro en el Campeonato Mundial de Natación de 2025, en la prueba de 4 × 200 m libre.

## Palmarés internacional
| Representando al Reino Unido |                     |                |                 |
| Campeonato Mundial           |                     |                |                 |
| Año                          | Lugar               | Medalla        | Prueba          |
| 2025                         | Singapur (Singapur) | Medalla de oro | 4 × 200 m libre |